# Oleksandr Kutscher
Oleksandr Mykolajowytsch Kutscher (ukrainisch Олекса́ндр Микола́йович Ку́чер, UEFA-Transkription Oleksandr Kucher, * 22. Oktober 1982 in Kiew, Ukrainische SSR) ist ein ukrainischer Fußballspieler.

## Karriere

### Verein

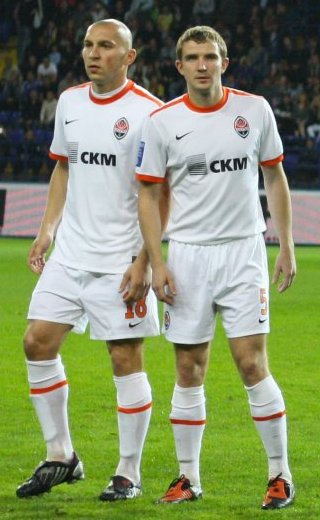
Mariusz Lewandowski und Kutscher, 2009

Kutscher begann seine Karriere 2000 bei Arsenal Charkiw. Hier spielte er vier Spielzeiten lang und wechselte dann zu Metalurh Donezk. Bei diesem Verein wurde er direkt an den FC Bananz Jerewan ausgeliehen, kehrte aber im Januar 2004 wieder zu Metalurh zurück und spielte bis zum Sommer 2004 für diesen Verein. Anschließend verpflichtete ihn Metalist Charkiw. Auch bei diesem Verein wurde er erst  an einen anderen Verein, dieses Mal an Arsenal Charkiw, ausgeliehen und erst danach in der eigenen Mannschaft eingesetzt.
Zur Saison 2006/07 wechselte er dann Schachtar Donezk. Beim UEFA-Champions-League-Rückspiel gegen den FC Bayern München am 11. März 2015 stellte er mit seiner Notbremse sowie der darauf folgenden roten Karte in der 3. Minute einen neuen Rekord auf: Er erhielt den schnellsten Platzverweis der Geschichte dieses Wettbewerbs.
Im Sommer 2017 wechselte er zum türkischen Erstligisten Kayserispor.

### Nationalmannschaft
Am 29. Mai 2016 bestritt er gegen Rumänien sein 50. Länderspiel. Es war ein Vorbereitungsspiel auf die Fußball-Europameisterschaft 2016 in Frankreich, bei der zum zweiten Mal bei einer EM im Aufgebot der Ukraine stand. Seinen einzigen Einsatz hatte er in der Startelf des dritten Spiels gegen Polen. Wie die zwei Partien zuvor ging auch dieses Spiel verloren und die Ukraine schied aus dem Turnier aus.

## Erfolge
- Ukrainische Meisterschaft: 2008, 2010, 2011, 2012
- Ukrainischer Pokal: 2008, 2011, 2012
- Ukrainischer Superpokal: 2008
- UEFA-Pokalsieger: 2009